# Sanh
Cây sanh (có tên khoa học là Ficus benjamina L.) hay còn gọi là si, xanh, gừa, thực vật thuộc họ Dâu tằm, là một loại cây cảnh Bonsai được trồng khá phổ biến trên thế giới, nhất là các vùng ở Châu Á, đặc biệt là các nước Đông Nam Á: Việt Nam, Trung Quốc, Thái Lan, Lào....

## Đặc điểm cấu tạo
Sanh là cây thân gỗ, trong điều kiện tự nhiên có thể đạt chiều cao 15 đến 20 m. Cây sanh có khả năng phân cành cao, trên thân hoặc cành thường là hình các u bướu và các sống gờ do sự sinh trưởng mạnh. Rễ cây nằm dưới đất và hình thành từ cành lớn hoặc thân. Rễ này thường hình thành nhiều trong mùa mưa, ẩm. Thân và cành dẻo dễ uốn, tạo thế đẹp.

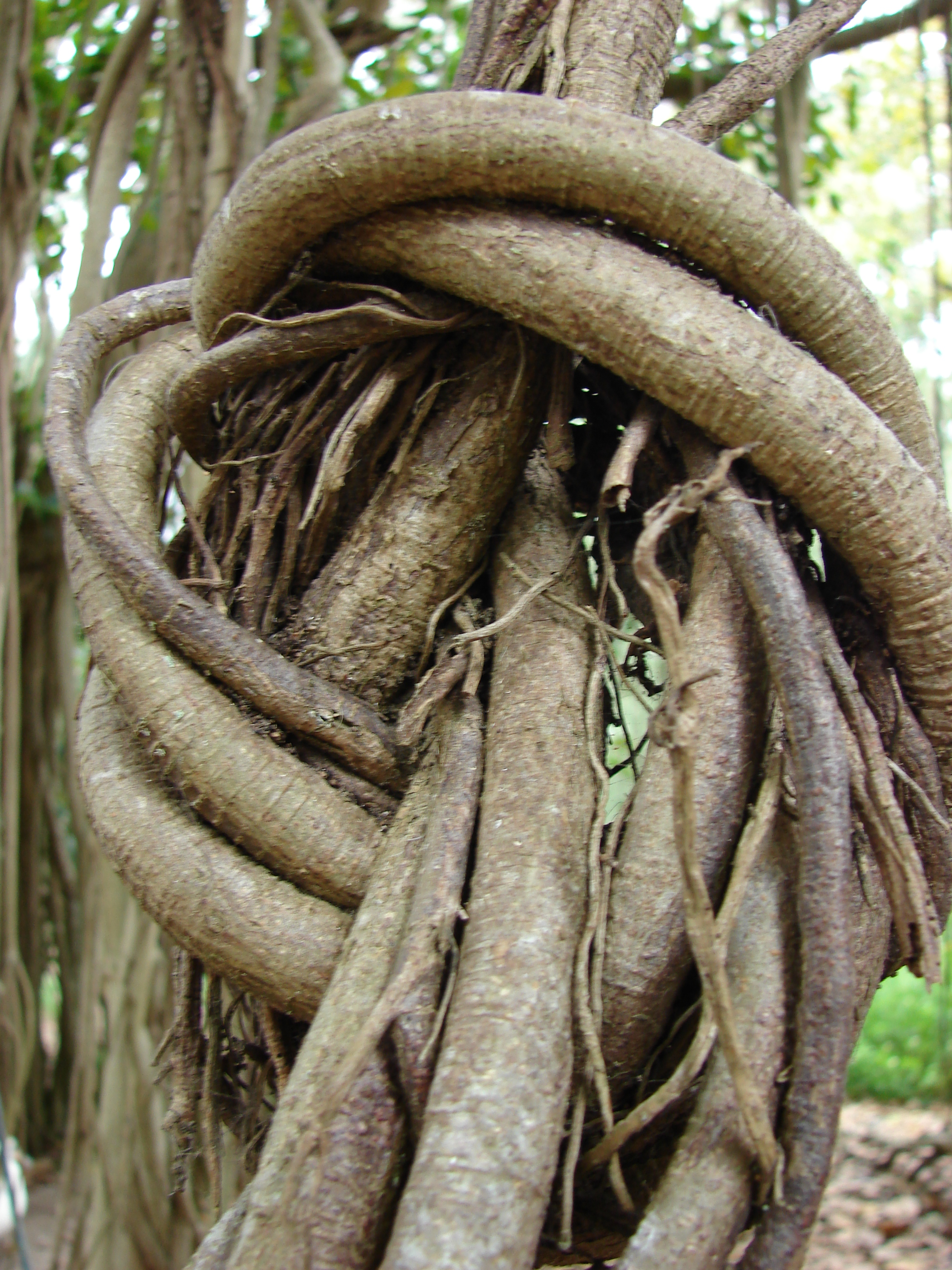
Một nhánh rễ của cây sanh, phần nằm trên mặt đất

Lá sanh dày và phân bố trên cành với mật độ cao tạo ra phần tán lá rậm rạp, xum xuê. Quả khi chín có màu vàng trong có hạt và có khả năng mọc mầm tạo ra cây con theo lối sinh sản hữu tính. Ngoài phương thức sinh sản này thì phương thức nhân giống chủ yếu của sanh là nhân bằng con đường vô tính từ các cành, rễ.

## Sinh học và sinh thái học
Sanh sinh trưởng và phát triển tốt ở vùng có khí hậu nhiệt đới ẩm (nóng và mưa nhiều), sanh thường hình thành các chồi lá mạnh vào mùa mưa. Yêu cầu nước cao để sinh trưởng và phát triển, có khả năng chịu ngập úng ở thời gian dài. Khi khô hạn hoặc thiếu nước cây sinh trưởng chậm, hình thành các lá vẩy bao vây lấy điểm sinh trưởng ngọn cành hay thân và trên thân thường xuất hiện các điểm lồi trắng
Sanh thích hợp trên nhiều loại đất và có thể bám trên đá để sống miễn là có nước cho sinh trưởng của cây. Chúng cũng được trồng trong điều kiện chiếu sáng rất khác nhau nhưng thích hợp nhất là trong điều kiện chiếu sáng tán xạ.

### Nhân giống
Sanh là loại cây có thể nhân giống theo phương thức hữu tính (từ hạt) hoặc phương thức vô tính (từ cành giâm, cành chiết).

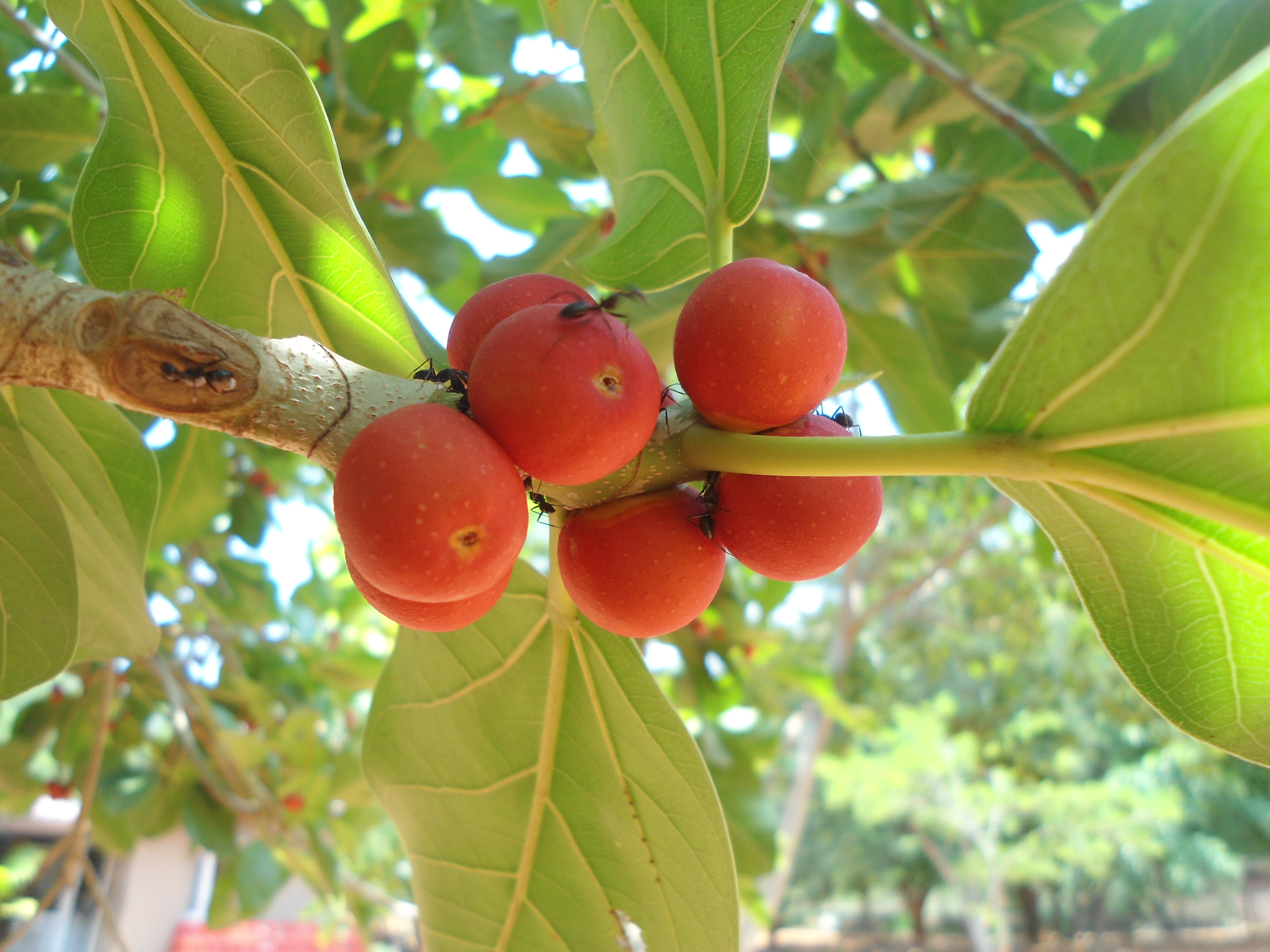
Lá và trái của cây sanh.

Tuy nhiên, việc cây sanh được nhân giống trồng bằng hạt dễ mọc nhưng rất dễ chết. Chỉ cần để vòi phun hơi lớn, tưới đẫm; phun có chứa thuốc tăng trưởng hay hóa chất; để ốc bươu, cóc vàng "lội" qua hay để cây dưới tán vườn là có thể triệt tiêu toàn bộ công lao của người trồng sanh, bởi cây sanh trồng bằng hạt rất mẫn cảm với tác động của môi trường.

### Trồng và chăm sóc
Cây con đem trồng ra luống đất hoặc chậu phải có bộ rễ tốt và kích thước nhất định để nhanh tạo được dáng, thế yêu cầu. Đất trồng nên chọn giàu mùn và có thành phần cơ giới trung bình hay hơi nặng, không nên trồng trên đất sét, gan gà vì như vậy cây sinh trưởng chậm mặc dù vẫn ra lá, cành. Trong trường hợp đất xấu hoặc đất quá nặng cần bón lót thêm phân truồng làm đất trước khi trồng.
Sau khi trồng phải tiến hành chăm sóc thường xuyên như: cắt bỏ các nhánh vô ích, bấm ngọn đặc biệt là tưới giữ ẩm cho đất để duy trì sinh trưởng sự phát triển của cây và làm cho thân cây chóng lớn

## Cây sanh tại Việt Nam
Tại Việt Nam, Cây sanh là loại cây cảnh được trồng phổ biến vì được nhiều người yêu thích và dễ trồng. Nhiều đề tài để cải tiến và trồng cây trong những môi trường khác nhau được áp dụng như "chăm sóc cây sanh trong môi trường nuôi trồng là đất cát"....
Năm 2013, rất nhiều nông dân và doanh nghiệp ở những địa phương khác nhau đã đầu tư trồng và chăm sóc cây với quy mô lớn. Nhưng do cây sanh rớt giá bán và không có người mua nên doanh nghiệp và người dân phải chịu thua lỗ và nợ nần nhiều .
Địa danh Hàng Xanh ngày nay ở Thành phố Hồ Chí Minh được đặt theo tên loài cây sanh/xanh do trước năm 1945 nơi này trồng nhiều cây sanh. Thời ấy doc theo đường Bạch Đằng (quận Bình Thạnh) cũng trồng nhiều cây sanh, nên đường Bạch Đằng lúc đó còn có tên gọi là đường Hàng Sanh.

## Những cây sanh đặc biệt

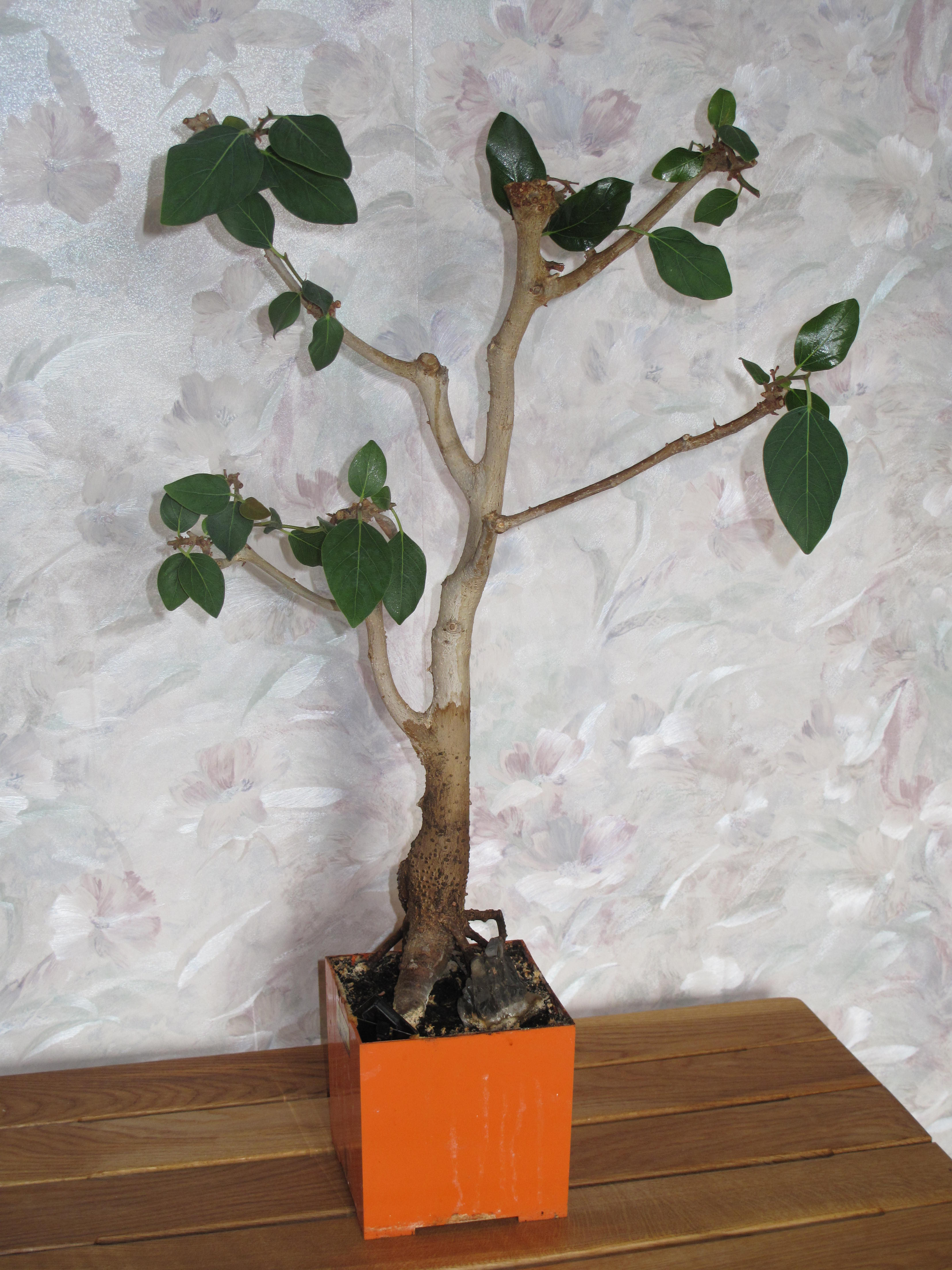
Một cây Sanh dạng bon sai chưa được tạo hình

### Cây sanh giá 120 tỷ đồng Việt Nam
Đây là cây sanh mà báo giới gọi là "siêu cây sanh" hay cây sanh "Mâm xôi con gà". Cây này xuất hiện trước công chúng khi được đặt ở khuôn viên Bảo tàng Hà Nội, trong cuộc triển lãm sinh vật cảnh nhân Đại lễ 1.000 năm Thăng Long – Hà Nội .
Cây sanh cổ thụ này hơn 150 năm tuổi, có xuất xứ từ thôn Ngô Sài, xã Sài Sơn, Quốc Oai, thuộc Hà Tây cũ của dòng họ Phạm. Năm 1996, họa sĩ Đặng Xuân Cường, một nghệ nhân nổi tiếng ở đất Hà thành đã phát hiện, tìm mua và trực tiếp tạo dáng cho cây này. Qua nhiều tay của các đại gia chơi cây, hiện cây Sanh này thuộc sở hữu của ông Nguyễn Nam Thành ở Việt Trì, Phú Thọ.
Tháng 4 năm 2012, cây sanh này đã được lên trang bìa của tạp chí về nghệ thuật chơi bonsai - BCI của Mỹ. Trong một triển lãm sinh vật cảnh và được định giá 6 triệu USD tương đương với 120 tỷ đồng .

### Cây sanh giá 14 tỉ củaNgô Đình Cẩn
Cây sanh này được đặt tại tại tư gia ông Lê Đình Sự tọa lạc tại đường Nguyễn Trường Tộ, Huế. Đây là Cây Sanh theo đánh giá của nhiều người là của ông Ngô Đình Cẩn Lúc trước cây sanh tươi tốt đến mức trẻ em ngày nào cũng chạy nhảy leo trèo đùa giỡn trên đó. Trải qua tháng ngày, do sự bào mòn, sự tác động của con người cây sanh quý ngày càng già cỗi và "lịch sử" hơn. Cây Sanh được trồng trong một khuôn viên bọc toàn đá san hô mang dáng thế kỳ lạ. Cây buông rễ xum xuê được bám vào những tảng đá có thế hàm ếch nhìn như một mê cung huyền bí. Cây Sanh với những chiếc rễ nhỏ như que tăm, màu mốc bạc trắng chứng tỏ tuổi đời già cỗi 
Một số chuyên gia săn cây cảnh sẵn sàng mua nguyên căn nhà mà vợ chồng ông bà Sự đang ở, bao kèm cây sanh lên đến 14 tỷ đồng . Với "thế lạ", cây sanh trên trăm tuổi của Ngô Đình Cẩn ở Thành phố Huế đang trở thành một trong những cây cảnh "quý hiếm" được giới bon sai săn lùng ngày đêm. Xung quanh cây sanh lịch sử này, cũng có nhiều những câu chuyện bí ẩn, ly kỳ kéo theo.